# منطاد شمسي

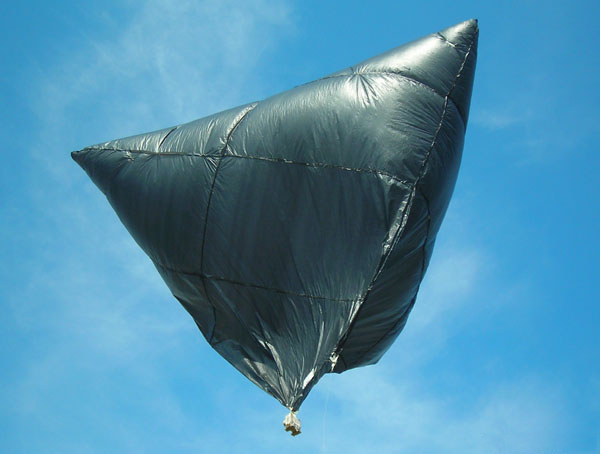
منطاد بحجم 10 أقدام

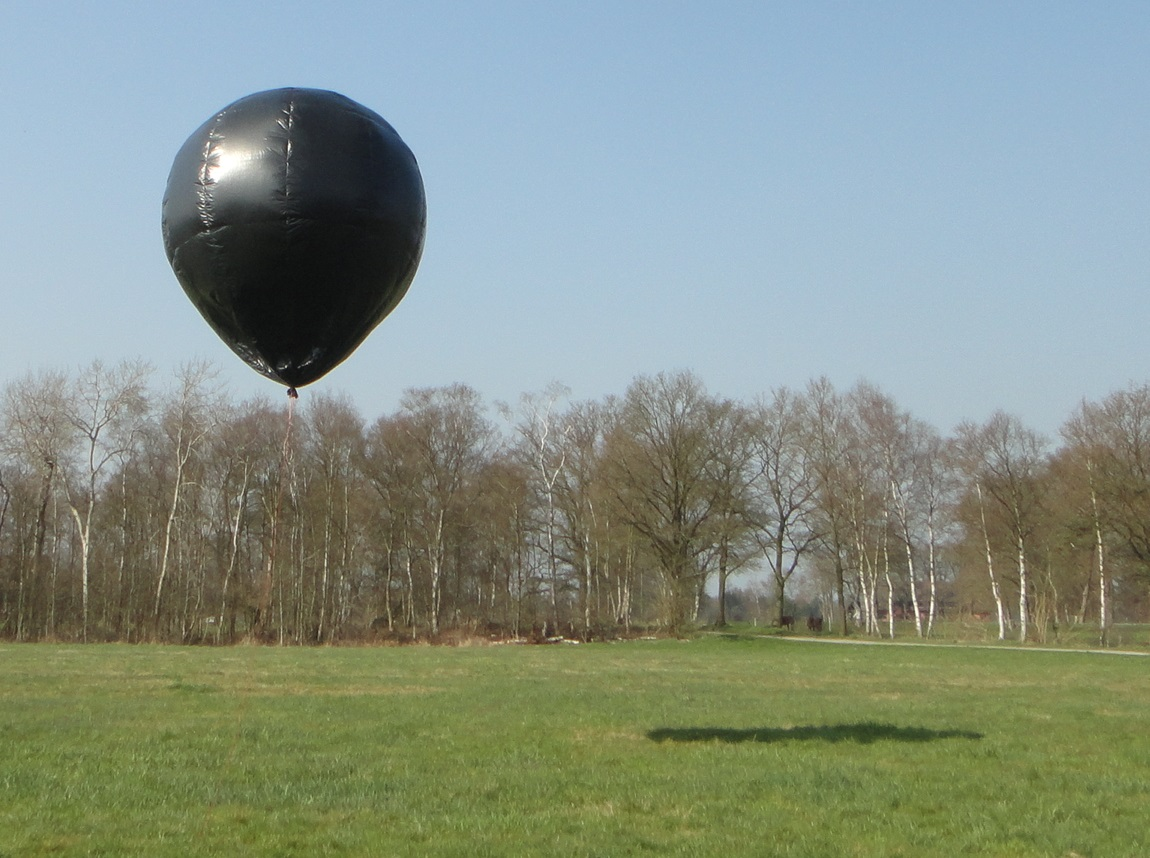
منطاد شمسي بارتفاع 4 أمتار يطير فوق المرج.

المنطاد الشمسي هو منطاد يرتفع للأعلى عند تسخين الهواء بداخله بالطاقة الشمسية، عادة مايكون أسود اللون أو ذو مادة داكنة. يتوسع الهواء المسخن بداخل المنطاد الشمسي وتقل كثافته عن الهواء المحيط بالمنطاد. يشبه المنطاد الشمسي منطاد الهواء الساخن. تستخدم المناطيد الشمسية كألعاب غالبا، إلا أن بعض منها يستخدم في البحث في كوكب المريخ، وبعض المناطيد الشمسية الكبيرة تستطيع نقل البشر. يوجد ثقب بالأعلى يفتح لخروج الهواء الساخن عند الرغبة بالهبوط والتفريغ.

## التاريخ
في عام 1972، دومينيك ميخائيل المهندس المعماري ومخترع للعديد من المشاريع والتطبيقات الشمسية، صنع أول منطاد شمسي مع سطح خارجي أملس وداكن يمتص الحرارة داخل جدارنه.

## نظرية العمل

### الرفع

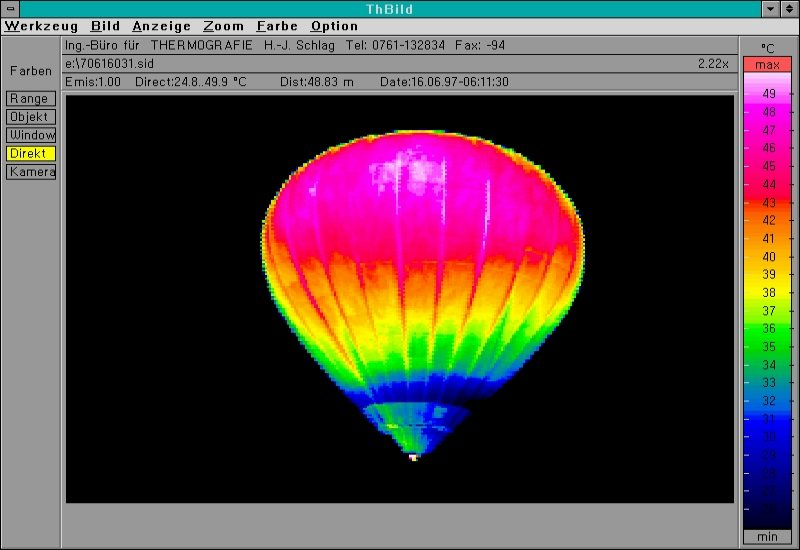
صورة حرارية تظهر اختلاف درجة الحرارة في منطاد الهواء الساخن.

يؤدي رفع درجة الحرارة داخل غلاف المنطاد إلى تقليل كثافته مقارنة بالمحيط. يطفو المنطاد لأن قوة الطفو تطبق عليه. هذه القوة هي نفسها التي يطبقها الماء على الأشياء المغمورة فيه وتسمى مبدأ أرخميدس. تعتمد قوة الرفع (الطفو) المطبقة على منطاد الهواء الساخن بشكل أساسي على فرق درجة الحرارة بين الهواء داخل غلاف المنطاد ودرجة الحرارة خارجه.
في ظروف الغلاف الجوي النموذجية (20 °C, 68 °F)، يسخن المنطاد إلى حرارة (99 °C, 210 °F) ويتطلب مساحة 3.91 م³ من الغلاف ليرتفع 1 كيلومتر (62.5 قدم³/باوند). لاتعتمد الكمية الدقيقة من الرفع المقدمة على الحرارة الداخلية فقط وانما على الحرارة الخارجية والارتفاع فوق مستوى البحر ورطوبة الجو المحيط أيضا. في يوم دافئ، لايستطيع المنطاد أن يرتفع كما في اليوم البارد، بسبب أن الحرارة المطلوبة للانطلاق ستفوق قدرة تحمل المنطاد بالنسبة لنسيج الغلاف. أيضا في درجة الحرارة المنخفضة يتناقص الرفع المقدم من قبل منطاد الهواء الساخن بنسبة 3% لكل ألف متر (1% لكل ألف قدم) يرتفعه المنطاد.

### الإشعاع الشمسي
يقاس الإشعاع الشمسي عادة بالواط لكل متر مربع (واط/متر2).الإشعاع المباشر هو إشعاع شمسي يقاس في منطقة معينة من الأرض مع سطح عمودي بالنسبة لأشعة الشمس، باستثناء الإشعاع المنتشر (يتبعثر الإشعاع الشمسي أو ينعكس خلال مكونات الغلاف الجوي في السماء).الإشعاع المباشر يساوي الثابت الشمسي ناقص فقد في الغلاف الجوي بسبب الامتصاص والتبعثر.بينما يتغير الثابت الشمسي مع مسافة بين الشمس والأرض والدورة الشمسية، يعتمد الفقد على الوقت (يعتمد طول مسار الضوء خلال الغلاف الجوي على زواية الارتفاع الشمسية (بالإنجليزية: Solar zenith angle)‏)، كمية الغيوم والرطوبة وغيرها من الملوثات.
خلال أيام السنة يصل معدل الإشعاع الشمسي إلى ذروته في الغلاف الجوي للأرض تقريبا 1,366 واط لكل متر مربع.

## صور

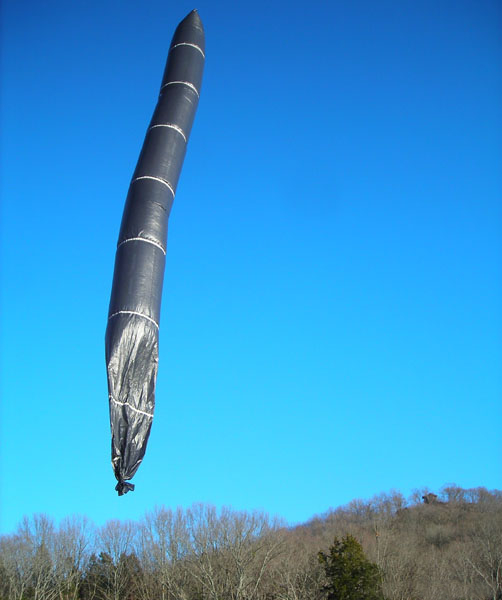
منطاد شمسي أنبوبي الشكل مصنوع من أكياس القمامة
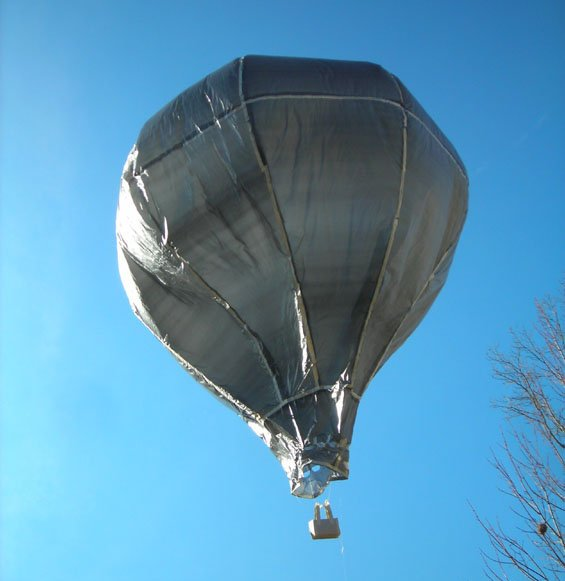

## وصلات إضافية
- History and current development on solar ballooning
- EOSS-43: "Mars Micro Balloon Probe" Study of using a solar balloon on Mars
- Make and fly your own
- Register solar balloons and print tracking tags
- French site with English content
- أبريل 1982 مقال شائع عن ميكانيكا رحلة فوق القناة الإنكليزية